# Monochamus
Genre
Monochamus est un genre d'insectes coléoptères de la famille des cérambycidés de la sous-famille des lamiaires.

## Espèces présentes en France
- Monochamus galloprovincialis (Olivier, 1795), avec deux sous-espèces ;
  - Monochamus galloprovincialis galloprovincialis (Olivier, 1795)
  - Monochamus galloprovincialis pistor (Germar, 1818)
- Monochamus sartor (Fabricius, 1787)
- Monochamus sutor (Linné, 1758)

## Autres espèces(à compléter)
- Monochamus alternatus
- Monochamus impluviatus Motschulsky 1859
- Monochamus masaoi
- Monochamus saltuarius (Gebler 1830)
- Monochamus scutellatus (Say, 1824) 
  - Monochamus scutellatus oregonensis LeConte, 1873
  - Monochamus scutellatus scutellatus (Say, 1824)
- Monochamus urussovi

## Risques de pullulation et de dégâts
Ce genre, en Amérique du Nord au moins, comprend des espèces (ex : Monochamus scutellatus au Canada et aux USA) susceptibles de faire quelques dégâts à des arbres malades, blessés ou sénescents.  
Même si les pullulations sont pour ce type d'insecte fortement limitées par le cannibalisme qui augmente avec la densité des larves (démontré pour certaines espèces, possible pour d'autres. (Dès que deux galeries se rejoignent, ou quand plusieurs œufs ont été pondus au même endroit, une larve mange l'autre)
Il existe un risque de pullulations à l'échelle mondiale à la suite du transport de bois d'emballage et, dans un moindre risque le bois scié, les déchets du bois, l’écorce et les plantes vivantes.  
L'existance de foyer peut-être facilité à partir d'aires de stockage de billes ou grandes bûches de bois de résineux (stocks d'après-tempête, de scieries, bois de mine, etc.). Ceux-ci peuvent être efficacement protégés ; sans pesticides, 
- par l'écorçage des grumes;
- par immersion ou arrosage continu (mais avec un gaspillage et une pollution possible de l'eau) ou
- en recouvrant les stocks de grumes d'un tissu non tissé (de juin à sept.) ou
- en utilisant le bois avant les deux ans nécessaires à la pupaison et l'émergence de l'adulte.
- en veillant à protéger les prédateurs de cette espèce dont les pics, certaines mouches parasites (Eutheresia) et les hyménoptères parasitoïdes tel ceux de la famille des Ichneumonidae (ex : Rhyssa lineolata et Rhyssa persuasoria capables de détecter les larves de xylophages dans l'écorce ou le bois superficiel et d'y pondre (jusqu'à 3 cm de profondeur) leurs œufs).

Avec le cannibalisme, on estime que le parasitisme naturel élimine 70 % environ des larves. d'autres prédateurs insectivores pourront encore chasser les adultes.
Des insecticides sont parfois utilisés (dont à base de benzène), mais toxiques et non recommandés, voire interdits par certains cahiers des charges de gestion écologique de la forêt ou de la filière bois (ex : FSC).
Le piégeage : il est utile pour un suivi indicatif des populations, mais nécessite des pièges adaptés.
Stocker les billes de bois en empilements bien compacts sous les arbres, dans une zone très à l'ombre réduit des attaques d'au moins 85 %. Ceci serait dû au fait que l'espèce recherche les endroits ensoleillés, même si dans ces endroits, les œufs sont pondus à l'abri du soleil direct. 
Toutes ces méthodes peuvent s'additionner.

Nématodes : le Monochamus est un vecteur du Nématode du Pin Bursaphelenchus xylophilus , parasite, ravageur du conifère. La transmission de B. xylophilus se produit lors d'attaque sur les jeunes rameaux d'arbres et/ou durant la ponte des oeufs de Monochamus adultes dans l'arbre. 